# Liste von Persönlichkeiten der Stadt Erfurt
Dieser Artikel listet Persönlichkeiten auf, die in Erfurt geboren wurden oder dort besonders gewirkt haben.

## Ehrenbürger
- 1820 Karl Hahn, Schulrat
- 1825 Friedrich Wilhelm von Jagow, Kommandeur eines Armeekorps
- 1833 Carl Burghardt, Arzt
- 1841 Johann Gottlieb Friedrich Strass, Pädagoge, Schriftsteller und Historiker
- 1843 Georg Friedrich Magnus August von Hedemann, Kommandeur
- 1852 Hermann von Mallinckrodt, Politiker
- 1860 Ephraim Salomon Unger, Mathematiker und Pädagoge, Begründer des Erfurter Realgymnasiums
- 1875 Wilhelm von Tettau, Politiker und Historiker
- 1889 Robert Lucius von Ballhausen, preußischer Landwirtschaftsminister, Mitglied des Reichstages und des preußischen Herrenhauses
- 1889 Richard Breslau, 1871–1889 Oberbürgermeister
- 1892 Max Kirchhoff, Ratsherr, 2. Bürgermeister von Erfurt 1861–1892
- 1895 Otto von Bismarck, Reichskanzler
- 1910 Ferdinand Lucius, Unternehmer
- 1917 Paul von Hindenburg, Generalfeldmarschall[1]
- 1992 Lorenz Drehmann, Vorsitzender der Vereinigung „Heimattreue Erfurter“ (in Westdeutschland) 1983 bis 1992
- 1998 Gunda Niemann-Stirnemann, Eisschnellläuferin
- 2002 Andreas Müller (* 22. Februar 1971 in Erfurt), Leichtathletik-Behindertensport
- 2006 Ilse Franke († 8. November 2021), schenkte dem Angermuseum eine umfangreiche Kunstsammlung
- 2009 Joachim Kaiser, Künstler und Kulturpolitiker
- 2017 Manfred Ruge, von 1990 bis 2006 Oberbürgermeister der Stadt Erfurt
- 2019 Heino Falcke, evangelischer Theologe und Propst
- 2024 Käthe Menzel-Jordan, Architektin und Denkmalpflegerin

Der Stadtbeirat Erfurt hat am 8. Februar 1946 das 1933 an den damaligen Reichskanzler Hitler und den Preußischen Ministerpräsidenten Göring sowie das 1937 an Gauleiter Sauckel und Reichsinnenminister Frick verliehene Ehrenbürgerrecht für nichtig erklärt.
Die Stadtverordnetenversammlung Erfurt beschloss Ende 1989 die Aberkennung des zur DDR-Zeit an das Politbüro-Mitglied der SED Günter Mittag verliehenen Ehrenbürgerrechts.

## Söhne und Töchter der Stadt
Folgende Persönlichkeiten wurden in Erfurt geboren:

### Bis 1700
- Thomas von Erfurt (fl. ≈1300), Magister Regens und Rektor der Schulen St. Severi und St. Jakob
- Johann Lange (1487–1548), Theologe, Humanist und Reformator
- Hans Römer († 1535), Führer der Thüringer Täuferbewegung
- Johannes Gallus (≈1525–1587), Theologe, Rektor der Universität Erfurt und Dichter
- Samuel Selfisch (1529–1615), Verleger und Buchhändler
- Matthäus Dresser (1536–1607), Schulhumanist, Pädagoge, Philologe und Historiker
- Johannes Thal (1542–1583), Arzt und Botaniker
- Lukas Weischner (1550/55–1609), Buchbinder und Bibliothekar
- Michael Altenburg (1584–1640), Theologe und Komponist
- Bartholomäus Elsner (1596–1662), lutherischer Theologe, Sprachwissenschaftler, Orientalist, Hochschullehrer und -rektor
- Hiob Ludolf (1624–1704), Begründer der Äthiopistik, eines Teilbereichs der Afrikanistik
- Georg Christoph Petri von Hartenfels (1633–1718), Arzt und Naturwissenschaftler, Rektor der Universität Erfurt
- Johann Melchior Stenger (1638–1710), Theologe, Diakon in Erfurt, 1679 vertrieben
- Elisabeth Lemmerhirt (1644–1694), Mutter von Johann Sebastian Bach
- Johann Aegidius Bach (1645–1716), Bratschist und Altist in der Stadtmusikanten-Kompagnie Erfurt
- Johann Ambrosius Bach (1645–1695), Musikant und Vater von Johann Sebastian Bach
- Johann Christoph Adlung (1648–1681),  Professor für Medizin und orientalische Sprachen an der Universität Erfurt
- Johann Philipp Eysel (1651–1717), Professor für Medizin und Botanik der Universität Erfurt, Mitglied der Gelehrtenakademie Leopoldina
- Heinrich Wilhelm Ludolf (1655–1712), Gelehrter
- Wilhelm Hieronymus Brückner (1656–1736), Rechtswissenschaftler
- Johann Heinrich Buttstedt (1666–1727), Organist und Komponist des Barock
- Georg Melchior von Ludolf (1667–1740; auch Ludolph), Jurist und Assessor am Reichskammergericht in Wetzlar
- Johann Christoph Bach (1673–1727), Kantor, Organist und Komponist
- Johann Bernhard Bach (1676–1749), Komponist (Cousin von Johann Sebastian Bach)
- Johann Leopold von Gudenus (1676–1713), Weihbischof des Bistums Worms sowie Titularbischof von Pergamum
- Johann Michael Langguth (1682–1739), evangelischer Theologe
- Tobias Jakob Reinharth (1684–1743), Rechtswissenschaftler und Hochschullehrer
- Johann Gottfried Walther (1684–1748), Organist, Kapellmeister, Komponist und Musikwissenschaftler (Cousin von Johann Sebastian Bach)
- Johann Alexander Thiele (1685–1752), Maler und Radierer
- Christian Reichart (1685–1775), Begründer des Gartenbaus in Deutschland
- Elias David Häusser (1687–1745), Architekt des Spätbarock
- Daniel Triller (1695–1782), Mediziner
- Jakob Adlung (1699–1762), Organist, Komponist, Musikschriftsteller und Instrumentenbauer
- Johann Heinrich Hartung (1699–1756), Verleger und Druckereibesitzer in Königsberg (Preußen)

### 18. Jahrhundert
- Johann Hieronymus Kniphof (1704–1763), Botaniker
- Johann Rudolph Engau (1708–1755), Rechtswissenschaftler
- Sidonia Hedwig Zäunemann (1711–1740), Schriftstellerin
- Johann Jakob Sorber (1714–1797), Rechtswissenschaftler und Hochschullehrer
- Jakob Samuel Beck (1715–1778), Maler
- Christoph Andreas Mangold (1719–1767), Mediziner und Chemiker, Professor für Anatomie an der Universität Erfurt
- Wilhelm August Traugott Roth (1720–1765), Organist und Komponist
- Friedrich Elias Meyer der Ältere (um 1723–1785), Bildhauer und Porzellanmodelleur
- Rudolf Augustin Vogel (1724–1774), Mediziner und Hochschullehrer
- Johann Christian Kittel (1732–1809), Organist und Komponist
- Paul Johann Friedrich Helmershausen (1734–1820), Mediziner, Vermieter Goethes
- Franz Vollrath Buttstedt (1735–1814), Organist, Komponist (Wer weiß, wie nahe mir mein Ende)
- Wilhelm Bernhard Trommsdorff (1738–1782), Mediziner, Chemiker und Botaniker
- Johann Hieronymus Schroeter (1745–1816), Jurist, hoher Beamter und einer der bekanntesten Astronomen seiner Zeit
- Johann Wilhelm Häßler (1747–1822), Komponist und Organist
- Franz Moritz Bachmann (1748–1809), Jurist und Rektor der alten Universität Erfurt
- Johann Adam Grüsner (um 1715–1784), Verwaltungsjurist und Historiker
- Samuel Gottlieb Vogel (1750–1837), Mediziner, Balneologe
- Rudolph Zacharias Becker (1752–1822), Volksschriftsteller, Lehrer, Journalist und Verlagsbuchhändler der Aufklärung
- Kaspar Friedrich Lossius (1753–1817), evangelischer Geistlicher, Pädagoge und Schriftsteller
- Johann Joachim Bellermann (1754–1842), Theologe und Semitist
- Johann Rudolph Gottlieb Beyer (1756–1813), evangelischer Theologe
- Sophie Albrecht (1757–1840), Schriftstellerin
- Johann Melchior Möller (1760–1824), Pfarrer in Stotternheim
- Constantin Beyer (1761–1829), Chronist, Buchhändler und Tagebuchschreiber in Erfurt
- Christian Gotthilf Herrmann (1765–1823), evangelischer Theologe, Hochschullehrer und Generalsuperintendent
- Johann Bartholomäus Trommsdorff (1770–1837), Apotheker und Pharmazeut
- Johann Christoph Weingärtner (1771–1833), Mathematiker, Geistlicher und Theologe
- Nikolaus Christian Heinrich Dornheim (1772–1830), Grafiker und Maler
- Michael Gotthard Fischer (1773–1829), Organist und Komponist
- Johann Jakob Bernhardi (1774–1850), Botaniker
- Ludwig Friedrich von Froriep (1779–1847), Chirurg, Hochschullehrer und Verleger
- Sebastian Lucius (1781–1857), Fabrikant im industriellen Zeitalter
- Franz Leopold Koch (1782–1850), Apotheker, Wohltäter, Begründer und Betreiber der ersten Badeanstalt in Orb
- Friedrich Knie (1783–1850), Zirkusdirektor und Begründer der Zirkus-Dynastie Knie
- Carl Ritschl (1783–1858), evangelischer Theologe, Bischof und Generalsuperintendent von Pommern
- Johann Jeremias Kummer (1785–1859), Pädagoge und Schriftsteller
- Jonathan Michael Athanasius Löhnis (1788–1855), katholischer Theologe, Geistlicher und Hochschullehrer
- Johann Friedrich Möller (1789–1861), Generalsuperintendent der Kirchenprovinz Sachsen
- Christian Samuel Schier (1791–1824), Dichter und Privatgelehrter
- Heinrich August Erhard (1793–1851), Archivar, Mediziner und Historiker
- Johann Georg Knie (1794–1859), Blindenpädagoge, Leiter des Blindeninstitutes Breslau und Autor
- Karl Schropp (1794–1875), Modellbauer von Architekturmodellen und Königlicher Hofmodelleur
- Justus Friedrich Karl Hecker (1795–1850), Medizinhistoriker
- Friedrich Adolph Haage (1796–1866), Gärtner und Botaniker
- Karl Herrmann (1797–1874), Kaufmann, Historiker und Geograph

### 19. Jahrhundert

#### 1801 bis 1825
- Christoph Schmidt (1803–1868), Unternehmer
- Hermann Hofer von Lobenstein (1804–1872), preußischer Generalleutnant und Erbherr auf Wildenstein
- August Soller (1805–1853), Architekt und Schinkelschüler
- Friedrich von Nerly (1807–1878), Maler
- Franz Anton Bicking (1809–1873), Mediziner und Schriftsteller
- August Gottfried Ritter (1811–1885), Komponist und Organist
- Hermann Trommsdorff (1811–1884), Apotheker, Unternehmer und Chemiker
- Franz Kuchenbuch (1812–1896), Jurist und Maler zwischen Romantik und Realismus
- Anton Dominik Fernkorn (1813–1878), Bildhauer
- Eduard Gerhardt (1813–1888), Maler, Zeichner, Grafiker, Lithograf und Architekt
- Ferdinand Konrad Bellermann (1814–1889), Landschaftsmaler
- Karl Friedrich Eduard Lucas (1816–1882), Pomologe
- Ernst Hasse (1819–1860), Maler
- Hugo von Reichenbach (1821–1887), Maler der Düsseldorfer Schule
- Ernst Biltz (1822–1903), Pharmazeut und Chemiker
- Friedrich Stephan (1822–1904), Bankdirektor, Reichstagsabgeordneter
- Carl Martin Reinthaler (1822–1896), Komponist, Dirigent und Leiter des Domchors in Bremen
- Oswald von Loebell (1823–1898), preußischer Generalleutnant
- Gustav Wilhelm Ferdinand Pleßner (1824–1895), Eisenbahnbauingenieur
- Lina Walther, geboren als Henriette Karoline Friederike Möller (1824–1907), Schriftstellerin

#### 1826 bis 1850
- Gustav Möller (1826–1881), Architekt, Baubeamter und Direktor der Königlichen Porzellanmanufaktur Berlin
- Oskar Schade (1826–1906), Germanist
- Rudolf von Kehler (1827–1919), Jurist, preußischer Beamter und Mitglied des Reichstags des Norddeutschen Bundes
- Wilhelm Ernst Möller (1827–1892), lutherischer Theologe, Kirchenhistoriker und Hochschullehrer
- Otto Ribbeck (1827–1898), klassischer Philologe
- Julius Grosse (1828–1902), Schriftsteller und Theaterkritiker
- Franz von Steinfeld (1828–1875), preußischer Generalmajor
- Christian Hagans (1829–1908), Ingenieur und Gründer des Lokomotivherstellers Maschinenfabrik Christian Hagans
- Ferdinand Lucius (1830–1910), Unternehmer und Politiker
- Bruno Ramann (1832–1897), Komponist und Bühnenschriftsteller
- Eugen Lucius (1834–1903), Chemiker und Industrieller, Mitgründer der Farbwerke Hoechst
- Robert Lucius von Ballhausen (1835–1914), preußischer Landwirtschaftsminister, Mitglied des Reichstages und des Preußischen Herrenhauses
- Adolph Hoffmann (1835–1899), Jurist und Mitglied des Deutschen Reichstags
- Albert von Holleben (1835–1906), preußischer General und Militärschriftsteller
- Richard von Westernhagen (1836–1893), preußischer Generalleutnant
- Carl Tetzlaff (1837–1912), Theaterschauspieler und -regisseur
- Alfred Kirchhoff (1838–1907), Geograph
- Carl von Thieme (1844–1924), Mitgründer der Münchener Rückversicherungsgesellschaft und der Allianz AG
- Maria Goswina von Berlepsch (1845–1916), schweizerisch-österreichische Schriftstellerin
- Bernhard Ziehn (1845–1912), Musiktheoretiker
- Paul von Kleist (1846–1926), preußischer Generalleutnant
- Wilhelm Schum (1846–1892), Historiker
- Ernst von Münchhausen (1847–1921), Rittergutsbesitzer und Hofbeamter
- Anna Voigt (1847–1921), Bergsteigerin
- Heinrich Hübschmann (1848–1908), Orientalist, Begründer der modernen armenischen Linguistik
- Georg Kugel (1848–1930), Bildender Künstler; ornamentale Gestaltung der Fassade des Erfurter Rathauses
- Günther von Kirchbach (1850–1925), preußischer Generaloberst

#### 1851 bis 1875
- Wilhelm von Ditfurth (1852–1915), Generalmajor und Mitglied des Preußischen Abgeordnetenhauses
- Heinrich Schneider (1852–1934), Manager, kaiserlich-russischer Kommerzienrat
- Max Besler (1853 – nach 1918), Regionalhistoriker Lothringens und Gymnasiallehrer
- Helene Bensberg-Mauthner (1853–1940), Theaterschauspielerin
- Mathilde Amalie Ida Gräfin von Keller (1853–1945), Hofstaatsdame der Deutschen Kaiserin, Auguste Viktoria
- Karl Schmidt (1853–1922), Volkskundler, Architekt und Oberbaurat
- Wilhelm Knappe (1855–1910), Diplomat, Kolonialbeamter, Völkerkundler
- Oskar Schwalm (1856–1936), Komponist und Musikverleger
- Oskar von Hutier (1857–1934), General im Ersten Weltkrieg
- Horst von Oetinger (1857–1928), Offizier, preußischer General der Infanterie
- Friedrich Osmar Trillhaase (1857–1932), Bildhauer, Cousin von Adalbert Trillhaase; war in der Fassadengestaltung in Erfurt tätig
- Alfred Koch (1858–1922), Mikrobiologe und Hochschullehrer
- Adalbert Trillhaase (1858–1936), Maler der Richtung Naive Malerei
- Theodor Glocke (1859–1933), sozialdemokratischer Verleger und Berliner Stadtverordneter
- Franz Stenger (1859–1893), Physiker, Elektroingenieur und Hochschullehrer
- Paul Wolffram (1860–1932), Ministerialbeamter
- Wilhelm von Beczwarzowski (1862–1932), Generalmajor im Ersten Weltkrieg
- Max Weber (1864–1920), Soziologe, Jurist, Nationalökonom und Sozialökonom
- Johannes Franz Hartmann (1865–1936), Astronom und Hochschullehrer
- Karl Florenz (1865–1939), Japanologe und Hochschullehrer
- Otto Hamel (1866–1950), Maler
- Erich Burchardt (1867–1948), deutscher Politiker (DNVP)
- Alfred Weber (1868–1958), Nationalökonom, Soziologe und Kulturphilosoph
- Max Joseph Wolff (1868–1941), Jurist, Schriftsteller und Übersetzer
- Clara Mende, geborene Völker (1869–1947), Politikerin (DVP), Mitglied des Reichstags
- Paul Lipke (1870–1955), Schachmeister
- Hermann Reinicke (1870–1945), General der Infanterie sowie Chef des Heerespersonalamtes (1923–1927)
- Paul Trommsdorff (1870–1940), Bibliothekar
- Richard Hagel (1871–1941), Geiger und Dirigent
- Albert Reichardt (1871–1932), Geologe und Paläontologe
- Walter von Nathusius (1873–1943), Unternehmer

#### 1876 bis 1900
- Franz Goldammer (1876–1919), Sanitätsoffizier, Chirurg und Hochschullehrer
- Max Stürcke (1876–1947), Bankier
- Otto Rapp (1878–1953), Lehrer und Entomologe
- Alfred Hess (1879–1931), Schuhfabrikant und Kunstmäzen
- Willy Becker (1881–1956), Theaterregisseur und -intendant
- Paul Geissler (1881–1965), Maler und Grafiker
- Friedrich Benary (1883–1914), Historiker
- Heinrich Herrling (1883–1956), Architekt
- Karl Meinhardt (1885–1951), Architekt des Neuen Bauens in Erfurt
- Otto Ritschl (1885–1976), Maler und Schriftsteller
- Carl Wendemuth (1885–1964), Politiker (SPD), Reichstagsabgeordneter
- Karl Klein (1886–1960), Parteifunktionär (SPD/Spartakusbund/KPD/SED), Gewerkschaftsfunktionär und Kaderleiter eines Großhandelsunternehmens
- Kurt Pinthus (1886–1975), Schriftsteller und Journalist
- Erich Zeigner (1886–1949), Politiker (SPD/SED), Ministerpräsident von Sachsen 21. März – 29. Oktober 1923
- Friedrich Eckoldt (1887–1916), Marineoffizier
- Walter Fernkorn (1887–1927), Maler und Grafiker, Mitglied der Künstlergruppe „Jung-Erfurt“
- Oskar Wagner (1887–1952), Tiermediziner, Parasitologe und Hochschullehrer
- Alfred Zschorsch (1887–1956), Bildhauer
- Ulrich von Fresenius (1888–1962), Jurist, Bürgermeister von Wernigerode 1933–1945
- Friedrich Schulze-Maizier (1888–1971), Schriftsteller
- Friedrich Heinze (1889–1945), Widerstandskämpfer gegen das Naziregime, im Hof des Landgerichts Weimar mit dem Fallbeil hingerichtet
- Arthur Hoffmann (1889–1964), nationalsozialistischer Philosoph, Pädagoge und Hochschullehrer
- Willi Münzenberg (1889–1940), Kommunist, Verleger und Filmproduzent
- Walter Nischwitz (1889–1969), Politiker (FDP/DVP)
- Anne Reibstein-Albrecht (1890–1972), Malerin und Illustratorin
- Alfred Hanf (1890–1974), Maler, Graphiker und Gebrauchsgraphiker, „der Bildchronist Erfurts“
- Willy Robert Huth (1890–1977), Maler und Grafiker
- Hermann Kluge (1891–1947), politischer Funktionär der NSDAP
- Karl Hähnel (1892–1966), Leichtathlet und Olympiateilnehmer
- Erich Köhler (1892–1958), Politiker (CDU), Bundestagspräsident 1949–50
- Aloys Schmidt (1892–1980), Archivar, Direktor des Staatsarchivs Koblenz
- Walter Rein (1893–1955), Komponist
- Walter Kruspig (1894–1939), Unternehmer der Mineralölindustrie
- Paul Schäfer (1894–1938), kommunistischer Politiker, in Moskau hingerichtet
- Erich Stier (1895–1968), Jurist, Staatspolizeistellen-Leiter
- Ernst Fink (1896–1945), Orchestermusiker, Opfer des Nationalsozialismus
- Margarethe Liebau-Kornemann (1896–1974), Künstlerin
- Robert Sandrock (1897–1956), Maler
- Hans Meyer (1897–1963), Richter am Bundesverwaltungsgericht
- Hildegard Domizlaff (1898–1987), Bildhauerin, Holzschnitt- und Schmuckkünstlerin
- Karl Schrader (1898–1977), Pädagoge und Hochschullehrer
- Max-Karl Beyer (1899–1964), Maler und Gebrauchsgrafiker
- Artur Breitfeld (1899–1967), Jurist, Landrat und Richter am Bundesverwaltungsgericht
- Walther Haage (1899–1992), Gärtner, Botaniker und Sachbuchautor
- Theo Kellner (1899–1969), Maler und Architekt
- Wilhelm Nauhaus (1899–1979), Buchbinder, Künstler, Archivar und Publizist
- Lothar Walther (1899–1983), Fabrikant im Feinwerkzeugbau und Sportschütze, WM-Dritter

### 20. Jahrhundert

#### 1901 bis 1910
- Adolf Mans (1901–1972), ehemaliger politischer Häftling des KZ Buchenwald und Mitarbeiter der Nationalen Mahn- und Gedenkstätte (NMG) Buchenwald
- Reinhard Gehlen (1902–1979), General der Wehrmacht und erster Präsident des deutschen Bundesnachrichtendienstes
- Trude Krautheimer-Hess (1902–1987), deutsch-US-amerikanische Kunsthistorikerin und Kunstsammlerin
- Werner Schmidt (1902–1978), Legationsrat und Autor
- Siegfried Trommsdorff (1902–1975), Politiker in der SBZ und Landesvorsitzender der CDU Thüringen
- Werner Wächter (1902–1946), Politiker (NSDAP) und Parteifunktionär
- Wolfgang Pohle (1903–1971), Industrieller und Politiker
- Rudolf Saal (1903–1955), Maler und Grafiker
- Werner Veidt (1903–1992), Schauspieler und Autor
- Heinz-Hugo John (1904–1944), Politiker (NSDAP), Offizier der Waffen-SS
- Rudolf Ruscheweyh (1905–1954), niederländisch-liechtensteinischer Waffenhändler, Geheimdienstmitarbeiter und Parteispender
- Karl-Ludwig Goetjes (1905–1963), Maler
- Wolfgang Taubert (1905–1990), Maler
- Kurt Huhnholz (1906–1987), Politiker (NSDAP)
- Hans Werner Rothe (1906–≈1985), Kaufmann, Autor, Paläontologe und Fossiliensammler
- Gerhard Müller (1907–1988), klassischer Philologe und Hochschullehrer
- Margaretha Reichardt (1907–1984), Textildesignerin und Bauhausschülerin
- Walter Specht (1907–1977), Chemiker und Kriminologe
- Kurt Stange (1907–1974), Statistiker und Hochschullehrer
- Hans Hess (1908–1975), deutsch-britischer Schuhfabrikant und Kunsthistoriker
- Charlotte Spangenberg-Kann (1909–1974), Widerstandskämpferin gegen den Nationalsozialismus und Funktionärin der Kommunistischen Partei Deutschlands (KPD) und der Sozialistischen Einheitspartei Deutschlands (SED)
- Annemarie Freymann (1909–1987), Textilgestalterin
- Herbert Barth (1910–1998), Musikschriftsteller
- Hans Günther (1910–1945), Polizist, SS-Sturmbannführer und Leiter der „Zentralstelle für jüdische Auswanderung in Prag“
- Heinrich Noa (1910–1972),  SS-Hauptsturmführer, Teilkommandoführer des Sonderkommando 11b der Einsatzgruppe D
- Heinrich Schonder (1910–1943), Korvettenkapitän der Kriegsmarine, U-Bootkommandant, Ritterkreuzträger
- Hellmut Stauch (1910–1970), deutsch-südafrikanischer Architekt und Segler

#### 1911 bis 1920
- Kurt Kunert (1911–1996), Flötist und Komponist
- Rolf Becker (1912–1984), Lehrer und Dichter
- Rolf Günther (1913–1945), SS-Sturmbannführer, Stellvertreter Adolf Eichmanns
- Leonore Höpfner (1913–1998), Bildhauerin
- Wilhelm Schröder (1913–1967), Minister für Land- und Forstwirtschaft der DDR
- Albert Habermann (1913–1987), Maler und Grafiker.
- Richard Felix Kaszemeik (1914–1944), Mitglied der Deutschen Friedensgesellschaft und wegen Wehrdienstverweigerung zum Tode verurteilt
- Wolfgang Kummer (1914–1988), Bobfahrer
- Klaus-Erich Boerner (1915–1943), Schriftsteller
- Lorenz Drehmann (1915–1992), wissenschaftlicher Bibliothekar, Vorsitzender des Vereins Heimattreue Erfurter e.V., Ehrenbürger von Erfurt
- Hans Schmidt (1915–1995), Politiker (SED), Vorsitzender des Rates des Bezirkes Cottbus
- Käthe Menzel-Jordan (* 1916), Architektin und Kirchenrestauratorin
- Arno Hermann Müller (1916–2004), Paläontologe und Geologe, Hochschullehrer
- Werner W. Neumann (1916–2003), Architekt und Maler
- Horst Ritze (1916–1994), Zahnmediziner, Prothetiker und Hochschullehrer
- Raphael Scharf-Katz (1917–1994), Vorsitzender der Jüdischen Landesgemeinde Thüringen
- Heinz Bormann (1918–1989), Modeschöpfer und Textilhersteller
- Horst Döll (1918–?), Politiker (NDPD)
- Eduard Eddi Francke (1918–2010), Fußballspieler
- Klaus-Dietrich Rudat (1918–1990), Mikrobiologe und Hochschullehrer
- Gerhard Becker (1919–1973), Komponist, Arrangeur und Dirigent
- Heinz Senftleben (1919–1996), Fußballtorwart
- Gerhard Weiss (1919–1986), Diplomökonom und Politiker, Stellvertreter des Vorsitzenden des Ministerrates der DDR
- Siegfried Kraft (1920–2013), Grafiker, Gebrauchsgrafiker
- Klaus Friedland (1920–2010), Historiker, Archivar und Bibliothekar
- Hermann Ritzhaupt (1920–1991), Naturwissenschaftler, Fischereibiologe, Ozeanograph

#### 1921 bis 1930
- Traute Bunje (1921–1988), Architektin
- Karl-Heinz Hahn (1921–1990), Professor für Germanistik, Historiker und Archivar
- Peter Schweizer (1921–2009), Architekt und Stadtplaner
- Horst Jährling (1922–2013), Künstler, Maler, Graphiker, Architektur-Restaurator, Kunstpädagoge, Hochschullehrer und Glocken-Gestalter sowie -Ritzzeichner
- Helmut Nordhaus (1922–2014), Fußballspieler und -trainer
- Annemarie Schimmel (1922–2003), Islamwissenschaftlerin
- Fritz B. Busch (1922–2010), Journalist und Buchautor
- Helmut Nordhaus (1922–2014), Fußballspieler
- Ralph J. Boettner (1923–1982), Schauspieler und Regisseur sowie Drehbuchautor
- Günther Krause (1923–2012), Conférencier und Entertainer
- Helmut Lilie (1923–2025), Chemiker, Hochschullehrer und Politiker (SED)
- Moritz Mebel (1923–2021), Mediziner
- Hans Remmler (1923–1994), Kinderbuchautor
- Heinz Adolf Schmitt (1923–2014), Landschaftsarchitekt und Hochschullehrer
- Hermann Reinholz (1924–1967), Jurist und Politiker (CDU), MdB
- Alfred Schrader (1924–2024), Dramaturg und Hörspielautor
- Rudolf Franke (1925–2002), Grafiker und Kunstsammler
- Rolf Henniger (1925–2015), Schauspieler und Regisseur
- Jürgen Joedicke (1925–2015), Architekt
- Jochen Müller (1925–1985), Fußballspieler
- Franklin Pühn (1925–2020), Bildhauer
- Wolf Schneider (1925–2022), Journalist, Sachbuchautor und Sprachkritiker
- Reinhard Bühling (1926–2012), Jurist und Politiker (SPD), MdB
- Dieter Eckert (1926–2013), Jurist und Ministerialbeamter
- Günter Linde (1926–2016), Politiker, Mitglied der Bremischen Bürgerschaft
- Wolf Littmann (1926–2000), Journalist und Publizist
- Peer Schmidt (1926–2010), Schauspieler und Synchronsprecher
- Horst Rudolf Abe (1927–2006), Medizinhistoriker an der Medizinischen Akademie Erfurt
- Joachim Scharfenberg (1927–1996), Pastoralpsychologe
- Johanna Schell (1927–2017), Kirchenmusikerin in Potsdam
- Walter Schönheit (1927–1985), Kirchenmusiker
- Jutta Vulpius (1927–2016), Opernsängerin
- Gerd Dicke (* 1928), Weihbischof im Bistum Aachen
- Hermann Oxfort (1928–2003), Berliner Bürgermeister und Justizsenator (FDP)
- Rolf Steinhardt (1928–2019), Ingenieur und Hochschullehrer
- Siegfried Vollrath (1928–2018), Fußballspieler und -trainer
- Walter Baumert (1929–2016), Schriftsteller
- Winfried Herz (1929–2022), Fußballspieler
- Joachim Kaiser (1929–2010), Künstler und Kulturpolitiker, Ehrenbürger von Erfurt 2009
- Reinhard Lettau (1929–1996), Schriftsteller
- Rolf Rettich (1929–2009), Illustrator und Kinderbuchautor
- Hans-Joachim Schubert (1929–1999), Richter und Rechtsanwalt
- Brunhilde Hanke (1930–2024), Politikerin
- Gerd W. Heyse (1930–2020), Aphoristiker und Lyriker
- Günther Jahn (1930–2015), Politiker (SED), 1967–73 erster Sekretär des Zentralrates der FDJ
- Manfred Schmidt (* 1930), DDR-Diplomat
- Erich Steffen (* 1930), Jurist
- Johannes Wallmann (1930–2021), Professor für Kirchengeschichte an der Universität Bochum, Pietismusforscher

#### 1931 bis 1940
- Klaus Schlegel (1931–1992), Fußballspieler und Sportjournalist
- Georg Stoltze (1931–2007), Radrennfahrer
- Eva Zengel (* 1931), Kunsthistorikerin und Archäologin
- Wilhelm Brückner (1932–2025), Geigenbauer
- Gerd Seidel (* 1932), Geologe
- Karl Trautmann (* 1932), Fußballspieler und -trainer
- Hansgeorg Conert (1933–2004), Wirtschafts- und Sozialwissenschaftler und Hochschullehrer an der Universität Bremen
- Gerhard Franke (1933–1997), Fußballspieler
- Helga Haftendorn (1933–2023), Politikwissenschaftlerin
- Jutta Langenau (1933–1982), Schwimmsportlerin
- Helga Mondschein (1933–2020), Religionspädagogin und Kinderbuchautorin
- Georg Greißinger (1934–2012), Jurist
- Rolf Magerkord (* 1934), Bildhauer und Oberbürgermeister von Plauen nach der deutschen Wiedervereinigung
- Helmut Sontag (1934–1988), Bibliothekar
- Klaus-Dieter Kaiser (1935–2015), Historiker und Lehrer
- Wolfgang Klein (1935–1985), Schachredakteur, -löser und -komponist
- Peter Koch (1935–2015), Manager und Sachbuchautor
- Friedrich Standfuß (1935–2017), Bauingenieur
- Helmut Steindorf (1935–2021), Keramiker und Maler
- Lothar Ahrendt (* 1936), Politiker (SED), 1989–90 Innenminister der DDR
- Dietrich Barsch (1936–2018), Geograph
- Rudolf Bentzinger (* 1936), Germanist und Philologe
- Christian Heise (* 1936), Sohn von Heinz Heise, Verleger
- Jörg Hoffmann (1936–1993), Bildhauer und Maler
- Gottfried Meinhold (* 1936), Wissenschaftler und Schriftsteller
- Bruno Thost (1936–2019), Schauspieler, Theaterregisseur und Intendant
- Reinhart Zimmermann (1936–2010), Bühnenbildner und Ausstattungsleiter der Komischen Oper Berlin.
- Jörg Baetge (* 1937), Wirtschaftswissenschaftler u. a. an der Universität Münster und Leiter des Forschungsteams Baetge
- Ulrich Cartellieri (* 1937), Bankmanager
- Ernst Schubert (1937–2021), Generalapotheker a. D. der Bundeswehr
- Hermann Lutz (* 1938), Polizeibeamter und Bundesvorsitzender der Gewerkschaft der Polizei
- Rainer Noltenius (* 1938), Literatur-, Kunsthistoriker und Professor
- Peter Reinicke (* 1938), Sozialarbeitswissenschaftler
- Hella Riede (* 1938), Tennisspielerin
- Friedemann Steiger (* 1938), Theologe und Schriftsteller
- Harald Wehner (1938–2012), Fußballspieler
- Bernd Wilhelmi (1938–2018), Physiker und Rektor der Friedrich-Schiller-Universität Jena
- Jürgen Wolter (1938–2013), evangelischer Theologe
- Manfred Schmitz (1939–2014), Pianist und Komponist
- Heinz-Jürgen Schröder (1939–2023), Chirurg
- Anke Besser-Güth (1940–2019), Bildhauerin, Keramikerin und Malerin
- Uwe Bremer (* 1940), Maler und Graphiker
- Bernhard Fleckenstein (* 1940), Soziologe,  Ministerialbeamter und Hochschullehrer
- Bernd Hertel (* 1940), Maler und Grafiker der Leipziger Schule
- Volkert Merl (* 1940), Autorennfahrer

#### 1941 bis 1950
- Ernst Günter Herrmann (* 1941), Bildhauer und Landschaftsarchitekt
- Karl Herzog (* 1941), Volleyballspieler und -trainer
- Klaus Heiner Kamps (1941–2019), Mathematiker und Professor an der Universität Konstanz und der FernUniversität Hagen
- Alexander Lang (1941–2024), Regisseur und Schauspieler
- Ueli Luginbühl (1941–2010), Schweizer Radrennfahrer
- Ingeborg Fleischhauer (* 1942), Historikerin und Hochschullehrerin
- Bernd Frank (* 1942), Grafiker, Grafikdesigner, Plakatkünstler und Hochschullehrer
- Rüdiger Götze (1942–2017), Schauspieler und Regisseur
- Klaus Lubina (* 1942), Gebrauchsgrafiker
- Walter Rasch (1942–2023), Politiker (FDP), Senator für Schulwesen in Berlin
- Dorothea von Ritter-Röhr (* 1942), Soziologin und Psychoanalytikerin
- Gerd Schuchardt (* 1942), Politiker (SPD)
- Michael Geyer (* 1943), Psychiater und Psychotherapeut, Hochschullehrer und Autor
- Lutz Hellmuth (* 1943), Bildhauer und Graphiker
- Dieter Hennig (* 1943), Maler und Graphiker
- Jürgen Höpfner (* 1943), Schriftsteller
- Jürgen Körner (* 1943), Diplom-Psychologe, Psychoanalytiker und Hochschullehrer
- Christoph Krampe (* 1943), Rechtswissenschaftler, Rechtshistoriker und Hochschullehrer
- Günter Maschke (1943–2022), Publizist, Essayist, Übersetzer und Herausgeber
- Norbert Otto (* 1943), Politiker (CDU)
- Bernd der Ritter (eigentlich Bernd Ritter; 1943–2014), Sänger, Komponist und Liederschreiber
- Wolfgang Scheidel (* 1943), Rennrodler und Olympiasieger
- Barbara Sichtermann (* 1943), Publizistin und Schriftstellerin
- Thomas Walther (* 1943), Rechtsanwalt
- Eckhard Freise (* 1944), Hochschullehrer
- Peter Lorenz (1944–2009), Science-Fiction-Autor und Fotograf
- Werner Nekes (1944–2017), Filmregisseur
- Rolf Schönstedt (* 1944), Kirchenmusiker, Professor und Hochschulrektor
- Karin Schubert (* 1944), Politikerin der SPD
- Bernd Cailloux (* 1945), Schriftsteller
- Manfred Ruge (* 1945), Politiker (CDU), von Mai 1990 bis Mai 2006 Oberbürgermeister von Erfurt
- Ricarda Niedergerke (* um 1946), Frauenärztin und Stifterin
- Ingeborg Ohnheiser (1946–2018), Philologin und Slawistin
- Boris Gulko (* 1947), US-amerikanischer Schachgroßmeister russischer Herkunft
- Renate Meier (* 1947), Ministerialbeamtin
- Thomas Topfstedt (1947–2021), Kunsthistoriker und Professor der Universität Leipzig
- Heinz-Jürgen Gottschalk (* 1948), Rockmusiker
- Walter Heintz (* 1948), Fußballspieler
- Jürgen Kerth (* 1948), Blues-Gitarrist und -Sänger
- Christine Westermann (* 1948), Fernsehmoderatorin und Autorin
- Christel Augenstein (* 1949), Politikerin (FDP), von 2001 bis 2009 Oberbürgermeisterin in Pforzheim
- Karin Böhme-Dürr (1949–2004), Kommunikations- und Medienwissenschaftlerin, Hochschullehrerin
- Henryk Goldberg (* 1949), Journalist, Film- und Theaterkritiker
- Bernhard Oestreich (* 1949), adventistischer Theologe
- Ralf Schulenberg (* 1949), Fußballspieler
- Michael Starcke (1949–2016), Lyriker
- Ulman Weiß (1949–2023), Historiker und Hochschullehrer
- Klaus-Peter Murawski (* 1950), Politiker (Bündnis 90/Die Grünen)
- Klaus Wunder (1950–2024), Fußballspieler

#### 1951 bis 1960
- Petra Barthel (* 1951), Schauspielerin und Synchronsprecherin
- Hans-Peter Müller (* 1951), Soziologe und Hochschullehrer
- Jürgen Valdeig (* 1951), Kunstmaler und Verleger
- Siegmar Mosdorf (* 1952), Politiker (SPD), von 1998 bis 2002 Parlamentarischer Staatssekretär
- Bernd Römer (* 1952), Gitarrist und Rockmusiker
- Matthias Winde (* 1952), Schauspieler
- Lars Barthel (* 1953), Kameramann, Filmregisseur, Produzent und Hochschullehrer
- Michael Gabel (* 1953), Theologe und Hochschullehrer
- Ulrich Holbein (* 1953), Schriftsteller
- Ute Lubosch (* 1953), Schauspielerin
- Hans Neumann (* 1953), Assyriologe und Hochschullehrer
- Christian Matthias Schlaga (* 1953), Diplomat
- Christoph Koch (* 1954), Landtagsabgeordneter (CDU)
- Angelika Perdelwitz (* 1954), Schauspielerin
- Jürgen Kiefer (* 1954), Wissenschaftshistoriker und Medizinhistoriker
- Gundula Schulze Eldowy (* 1954), Fotografin
- Winfried Sickel (* 1954), Mathematiker und Hochschullehrer
- Evelyn Stolze (* 1954), Schwimmerin
- Ulf Annel (* 1955), Kabarettist, Schriftsteller und Regisseur
- Susanne Damm-Ruczynski (1955–2022), Künstlerin
- Michael Schippan (* 1955), Neuzeithistoriker und Osteuropahistoriker
- Wolfgang Lauerwald (* 1955), Arzt und Politiker (AfD)
- Gerda Gabriel (* 1956), Sängerin
- Torsten Unger (* 1956), Germanist, Journalist, Moderator und Autor
- Jürgen Adlung (* 1957), Pianist, Komponist
- Andreas Herzfeld (* 1958), Arzt, Flaggenforscher und Autor
- Hans-Peter Müller (* 1958), Komponist und Interpret volkstümlicher Musik
- Frank Störzner (* 1958), Sachbuchautor
- Ralf Werneburg (* 1958), Paläontologe
- Heinz-Jürgen Kronberg (* 1959), Politiker (CDU)
- Ulrich Walluhn (* 1959), Sachbuchautor
- Petra Zieger (* 1959), Rocksängerin
- Gisela Schulze (* 1960), Rehabilitationspädagogin und Hochschullehrerin

#### 1961 bis 1970
- Thomas Bachmann (* 1961), Schriftsteller, Liedermacher
- Hans-Christian Schink (* 1961), Fotograf
- Sabine Busch (* 1962), Leichtathletin
- Sabine Kramer (* 1962), evangelische Theologin
- Stefan Meixner (* 1962), Fußballspieler
- Fred Steinborn (* 1962), Fußballspieler
- Mario Suckert (* 1962), politischer Beamter
- Ute Gebhardt (* 1963), Fernsehjournalistin, Regisseurin und Autorin
- Rainer Müller (* 1963), Kunsthistoriker, Archäologe und Denkmalpfleger
- Kordula Striepecke (* 1963), Kanutin
- Marion Walsmann (* 1963), Politikerin (CDU)
- Matthias Wien (* 1963), Schauspieler und Theaterregisseur
- Alexander Kobylinski (1964–2017), DDR-Bürgerrechtler und Journalist
- Robert Schmidt (* 1964), Schriftsteller und Redakteur
- Ines Feierabend (* 1965), Politikerin (Die Linke)
- Stefan Böger (* 1966), Fußballspieler und -trainer
- Michael Panse (* 1966), Politiker (CDU)
- Stefan Schorch (* 1966), evangelischer Theologe, Bibelwissenschaftler und Hebraist
- Axel Kühn (* 1967), Bobfahrer, Weltmeister und Olympiazweiter
- Maik Landsmann (* 1967), Radrennfahrer und Olympiasieger
- André Schmidt (* 1967), Wirtschaftswissenschaftler, Hochschullehrer
- Andreas Bach (* 1968), Radrennfahrer und Weltmeister
- Steffen Raßloff (* 1968), Historiker und Publizist
- Dirk Schneider (* 1968), Regisseur und Autor
- Michael Triegel (* 1968), Maler, Zeichner und Grafiker
- Sybille Gruner (* 1969), Handballspielerin
- Martin Kondziella (* 1969), Kirchenmusiker
- Thomas Luther (* 1969), Großmeister im Schach
- Eyck Zimmer (* 1969), Koch
- Susanne Busch (* 1970), Shorttrackerin
- Steffen Quasebarth (* 1970), Fernsehmoderator
- Thomas Rudolph (* 1970), Rennrodler
- Klaus Wagner (* 1970), Ernährungswissenschaftler

#### 1971 bis 1980
- Emma Braslavsky (* 1971), Philosophin, Schriftstellerin und Kuratorin
- Christoph Genz (* 1971), klassischer Sänger (Tenor)
- Maik Möller (* 1971), Schauspieler, Kabarettist und Moderator
- Lars Funke (* 1972), Eisschnellläufer
- Katrin Gensecke (* 1972), Politikerin (SPD)
- Vera Hohlfeld (* 1972), Radrennfahrerin, Teamleiterin
- Marco Weißhaupt (* 1972), Fußballspieler
- Steffen Wöller (* 1972), Rennrodler
- Katrin Apel (* 1973), Biathletin
- Daniel Bärwolf (* 1973), Fußballspieler
- Andreas Bausewein (* 1973), Politiker (SPD) und Oberbürgermeister von Erfurt
- Alexander Beyer (* 1973), Filmschauspieler (Good Bye, Lenin!; Die Stille nach dem Schuss; Sonnenallee)
- Torsten Fritzlar (* 1973), Mathematikdidaktiker, Hochschullehrer
- Stephan Genz (* 1973), klassischer Sänger (Bariton)
- Matthias Herzog (* 1973), Unternehmer und Politiker (BSW)
- Sven Küntzel (* 1973), Politiker (BSW)
- Erik Niedling (* 1973), zeitgenössischer Künstler
- Sabine Völker (* 1973), Eisschnellläuferin
- Daniela Anschütz-Thoms (* 1974), Eisschnellläuferin und Olympiasiegerin
- Andreas Horn (* 1974), Politiker (CDU)
- Andreas Jaschke (* 5. Oktober 1974), Filmregisseur (Die Unbedingten; Ludenmann macht fertig)
- Franziska Schenk (* 1974), Eisschnellläuferin und Fernsehmoderatorin
- Sascha Schlösser (* 1974), Politiker (AfD)
- Marco Schreyl (* 1974), Fernsehmoderator
- Maria Stürzebecher (* 1974), Kunsthistorikerin
- Andreas Behr (* 1975), Eisschnellläufer
- Jana Haas (* 1975), Schwimmerin
- Matthias Höpfner (* 1975), Bobfahrer
- Stefan Möller (* 1975), Politiker (AfD)
- Carsten Schneider (* 1976), Politiker (SPD)
- Katja Wolf (* 1976), Politikerin (BSW)
- Stephan König (* 1977), Verwaltungsjurist und politischer Beamter (CDU)
- Tobias Prüwer (* 1977), Journalist und Publizist
- Daniel Tietze (* 1977), Politiker (Die Linke)
- Daniel Becke (* 1978), Profi-Radrennfahrer
- Katharina König-Preuss (* 1978), Politikerin (Die Linke)
- Claudia Maicher (* 1978), Politikerin (Bündnis 90/Die Grünen)
- Cornelia Reiher (* 1978), Japanologin
- Anja Schneiderheinze-Stöckel (* 1978), Bobpilotin
- Stephan Schreck (* 1978), Radrennfahrer
- René Wolff (* 1978), Bahnradsportler
- Yvonne Catterfeld (* 1979), Sängerin, Schauspielerin, Musikerin und Moderatorin
- Jörg Dallmann (* 1979), Eisschnellläufer
- Tilman König (* 1979), Filmregisseur und -produzent
- Anousch Mueller (* 1979), Schriftstellerin
- Silvio Smalun (* 1979), Eiskunstläufer
- Tim Zühlke (* 1979), Bahnradsportler und Radsport-Trainer
- Felix Hampe (* 1979), Mykologe
- Clueso (* 1980), Sänger, Rapper, Songwriter und Produzent
- Clemens Fritz (* 1980), Fußballspieler
- Marcel Helbig (* 1980), Sozialforscher
- Stefan Lindemann (* 1980), Eiskunstläufer
- Michel Meier (* um 1980), Breakdancer, Weltmeister und Tanzlehrer, Dozent
- Robert-Martin Montag (* 1980), Politiker (FDP), Mitglied des Thüringer Landtags

#### 1981 bis 1990
- Stefanie Mathilde Frank (* 1981), Theater-, Medienwissenschaftlerin und Buchautorin
- Andreas Pohle (* 1981), Dreispringer
- Julian Röder (* 1981), Fotokünstler
- Janin Ullmann (* 1981), Fernsehschauspielerin und -moderatorin
- Heike Hartmann (* 1982), Eisschnellläuferin
- Judith Hesse (* 1982), Eisschnellläuferin
- Matthias Kreutzer (* 1982), Fußballtrainer
- Karl-Friedrich König (* 1982), Filmregisseur und -produzent
- Simon Schwartz (* 1982), Comiczeichner, Comicautor und Illustrator
- Katharina Senge (* 1982), Politikerin (CDU)
- Stephanie Müller-Spirra (* 1983), Fernsehmoderatorin
- Stefan Schröder (* 1983), Politiker (AfD)
- Anton Hahn (* 1984), Eisschnellläufer auf den Sprintstrecken
- Robert Lehmann (* 1984), lang- und mittelstreckenspezialisierter Eisschnellläufer
- Peter Metz  (* 1984), Politiker (SPD, BSW)
- Julia Walter (* 1984), Regisseurin und Drehbuchautorin
- Julia Jurack (* 1985), Handballspielerin
- Elisabeth Pähtz (* 1985), Schachspielerin
- Gesine Ruge (* 1985), Kanutin
- Beatamines (* 1986), Musikproduzent
- Martin Ullmann (* 1986), Fußballspieler
- Kristin Wieczorek (* 1986), Eiskunstläuferin
- Patrick Gretsch (* 1987), Radrennfahrer
- Martin Krämer (* 1987), Schachspieler
- Christian Beck (* 1988), Fußballspieler
- Stephanie Beckert (* 1988), Eisschnellläuferin und Olympiasiegerin
- Jenny Heinemann (* 1988), Volleyball- und Beachvolleyball-Spielerin
- Oliver Kämmerer (* 1988), Eishockeyspieler
- Thomas Ströhl (* 1988), Fußballspieler
- Hendrik Annel (* 1989), Schauspieler, Regisseur und DJ
- Diana Ebert (* 1989), Schauspielerin und Synchronsprecherin
- Florian Kroop (* 1989), Schauspieler und Hörspielsprecher
- Grit Krüger (* 1989), Schriftstellerin
- Patrick Beckert (* 1990), Eisschnellläufer
- Matti Langer (* 1990), Fußballspieler
- Milen Starke (* 1990), politische Beamtin (CDU) und Unternehmerin

#### 1991 bis 2000
- Hannes Damm (*  1991), Politiker (Bündnis 90/Die Grünen)
- Florian Wünsche (* 1991), Schauspieler
- Pascal Kleßen (* 1992), Schauspieler
- Maria Ehrich (* 1993), Schauspielerin
- Kevin Möhwald (* 1993), Fußballspieler
- Vivien Rottstedt (* 1993), Politikerin (AfD)
- Silvano Varnhagen (* 1993), Fußballspieler
- Viviane Witschel (* 1993), Schauspielerin
- Edzard Ehrle (* 1995), Schauspieler
- Max Reschke (* 1995), Schauspieler
- Konrad Geßner (* 1995), Radrennfahrer
- John Mandrysch (* 1996), Radsportler
- Henrieke Fritz (* 1997), Schauspielerin
- Paul Henning (* 1997), Volleyballspieler
- Lion Lauberbach (* 1998), Fußballspieler
- Stefan Wiegand (* 1998), Schauspieler
- Michel Aschenbrenner (* 1999), Radrennfahrer
- Tobias Kraulich (* 1999), Fußballspieler
- Franziska Mai (* 1999), Fußballspielerin
- Marvin Rittmüller (* 1999), Fußballspieler
- Ruth Schönherr (* 1999), Schauspielerin

### 21. Jahrhundert
- Mia Stauß (* 2002), Volleyballspielerin
- Carlotta Weide (* 2004), Schauspielerin
- Lara-Sophie Jäger (* 2004), Radsportlerin
- Kim Ott (* 2006), Handballspielerin

## Weitere Persönlichkeiten mit Bezug zu Erfurt
Hier werden bekannte Persönlichkeiten aufgeführt, die in Erfurt einen Teil ihres Lebens verbracht haben oder in Erfurt gestorben sind.

### Geboren bis 1700
- Bonifatius (* ≈673 in Crediton, Wessex, Großbritannien; † 5. Juni 754/55 in Dokkum, West-Friesland), Benediktinermönch, Gründer des Bistums Erfurt und „Apostel der Deutschen“
- Johannes de Erfordia (* ≈1250; † ≈1320 in Erfurt (?)), Franziskaner, Theologe und Kanonist
- Meister Eckhart (* ≈1260 in Tambach oder in Hochheim; † 1327/28 in Köln oder Avignon), einer der bedeutendsten Theologen und Mystiker des christlichen Mittelalters
- Amplonius Rating de Berka (* 1363/64 in Rheinberg am Niederrhein; † 1435 in Köln), Wissenschaftler, Arzt, Begründer der Bibliotheca Amploniana, die als größte noch geschlossen erhaltene Handschriftensammlung eines mittelalterlichen Gelehrten gilt (heute Bestandteil der Universitätsbibliothek)
- Johannes de Indagine (* 1415 in Hattendorf bei Stadthagen; † 1475 in Erfurt), Prior der Kartause Erfurt, Reformtheologe und Autor theologischer Schriften
- Martin Luther (* 1483 in Eisleben; † 1546 in Eisleben), Reformator, studierte in Erfurt und trat 1505 in das Augustinerkloster ein
- Jodokus Heß (* 1484 in Geislingen an der Steige; † 1539 in Erfurt), Prior der Kartause Erfurt, Schriftsteller
- Eobanus Hessus (* 1488 in Halgehausen; † 1540 in Marburg), evangelischer Humanist und neulateinischer Dichter
- Adam Ries (* 1492 in Staffelstein; † 1559 in Annaberg), Rechenmeister
- Anton Moker (* ≈1540 in Hildesheim; † 1607 in Erfurt), Rektor des ratsgymnasiums und der Universität sowie Untergeldherr und Bierbrauer in Erfurt
- Cornelius Gobelius (* 1570 in Bruttig; † 1611 in Heiligenstadt), Probst der Kirche B.M.V. und Weihbischof
- Johann Matthäus Meyfart (* 1590 in Jena; † 1642 in Erfurt), protestantischer Theologe, Pfarrer an der Predigerkirche in Erfurt, Gesangbuchdichter (Jerusalem, du hochgebaute Stadt) und Gegner der Folter bei Hexenprozessen
- Barthold Nihus (* 1590 in Holtorf bei Nienburg (Weser); † 1657 in Erfurt), Weihnbischof in Erfurt
- Ludwig Compenius (* ≈1603 in Halle (Saale); † 1671 in Erfurt), Orgel- und Cembalobauer
- Eckard Leichner (* 1612 in Salzungen; † 1690 in Erfurt), war von 1658 bis 1690 Stadtphysikus von Erfurt
- Christoph Bach (* 1613 in Wechmar; † 1661 in Arnstadt), Bruder von Johann und von Heinrich Bach und Großvater von Johann Sebastian Bach
- Johann Heinrich Meier (* 1643 in Hoya; † 1729 in Erfurt) Rechtswissenschaftler, Verwaltungsjurist und Hochschullehrer, war von 1684 bis 1704 Vorsitzender der Stadtvogtei, 1704 Erfurter Regierungsrat
- Johann Pachelbel (* 1653 in Nürnberg; † 1706 ebenda), Komponist, Organist an der Predigerkirche
- Joachim Justus Breithaupt (* 1658 in Northeim; † 1732 in Kloster Bergen bei Magdeburg), lutherischer Theologe, Homiletiker und Kirchenliederdichter
- Ernst Christoph Barchewitz (* 1687 in Groß-Sömmerda; † 1758 Erfurt) kommandierender Offizier der Niederländischen Ostindien-Kompanie, Autor

### Geboren von 1701 bis 1900
- Andreas Gordon (* 1712 in Cofforach, Schottland; † 1751 in Erfurt), schottischer Theologe, Philosoph, Physiker und Benediktinermönch
- Isidorus Keppler (* 1715 in Dingelstädt; † 1792 in Erfurt), römisch-katholischer Theologieprofessor
- Johann Anton Lucius (* 1742; † 1810), Gründer der nach ihm benannten Firma in Erfurt, die bis 1945 existierte
- Johann Christian Lossius (* 1743 in Liebstedt; † 1813 in Erfurt), lehrte als Philosoph in Erfurt. Unter anderem Verfasser eines der kenntnisreichsten philosophischen Wörterbücher, 1803 unter dem Titel Neues philosophisches allgemeines Real-Lexikon in Erfurt erschienen.
- Placidus Muth (* 1753 in Poppenhausen; † 1821 in Erfurt), Abt der Benediktinerabtei in Erfurt sowie Rektor des katholischen Gymnasiums und Professor der Universität, später preußischer Regierungs- und Schulrat in Erfurt
- Johann Christian Gotthard (* ≈1760 in Westhausen bei Gotha; † 1813 in Erfurt), Schulinspektor, Akademiemitglied und Professor der Universität in Erfurt
- Leopold Wilhelm von Dobschütz (* 1763 in Brieg; † 1836 auf Gut Zölling, Kreis Freystadt), preußischer General der Kavallerie („Befreier Wittenbergs“), Befehlshaber der Zitadelle Erfurt (1814) und Ehrendoktor der Universität Erfurt (1814)
- Ernst Ludwig Wilhelm von Dacheröden (* 1764 in Minden; † 1806 in Zeitz), Domdechant in Naumburg; wuchs kurz nach der Geburt in Erfurt auf
- Christian Friedrich Gottlieb Thon (* 1773 in Kaltennordheim; † 1844 in Erfurt), Autor, lebte seine letzten Jahre in Erfurt
- Franz Spitzner (* 1787 in Trebitz; † 1841 in Wittenberg), Altphilologe, 1820–24 Oberlehrer am Ratsgymnasium
- Goswin Krackrügge (* 1803 in Soest; † 1881 in Kassel), Stadtverordneter, Revolutionär 1848/49
- Ernst Benary (* 1819 in Kassel; † 1893 in Erfurt), Gärtner, Samenproduzent und -kaufmann und Pflanzenzüchter
- Friedrich Zange (* 1846 in Neuhaus, Herzogtum Sachsen-Meiningen; † 1931 in Erfurt), Rektor des Heinrich-Mann-Gymnasium Erfurt und evangelischer Theologe
- Hermann Kickton (* 1847 in Lengainen; † 1915 in Erfurt), Stadtbaurat in Erfurt von 1888 bis 1914
- Hermann Schmidt (* 1851 in Dedesdorf, Großherzogtum Oldenburg; † 1921 in Erfurt), Jurist und von 1895 bis 1919 Oberbürgermeister von Erfurt
- Karl von Einem (* 1853 in Herzberg am Harz; † 1934 in Mülheim an der Ruhr), preußischer Offizier, zuletzt Königlich Preußischer Generaloberst
- Hermann Paul Reißhaus (* 1855 in Burg bei Magdeburg; † 1921 in Schwarzburg), deutscher Politiker (SPD) und MdR
- August Possecker (* 1860 in Marbach bei Erfurt; † 1936 in Erfurt), Fossiliensammler
- Henry Pels (* 1865 in Hamburg; † 1931 in Berlin), Unternehmer, Gründer der 'Umformtechnik Erfurt'
- Georg Kossenhaschen (* 1868 in Oldenburg; † 1931 in Magdeburg); Hotelier, Besitzer u. a. der Hotels Erfurter Hof und Haus Kossenhaschen
- Max Brockert (* 1870 in Einberg bei Coburg; † 1962 in Erfurt), Architekt
- Paul Albert Glaeser-Wilken (* 1874 in Breslau; † 1942 in Groß Buchholz bei Perleberg), Regisseur und Schauspieler, war in den 1920er Jahren mehrfach am Erfurter Stadttheater engagiert
- Alfred Machol (* 1875 in Edelsheim; † 1937 in Naumburg), Professor für Chirurgie, auf seine Initiative und mit seiner intensiven Beteiligung entstand die 1928 eingeweihte neue Chirurgische Klinik am Städtischen Krankenhaus Erfurt
- Richard Wetz (* 1875 in Gleiwitz, Schlesien; † 1935 in Erfurt), Komponist, Dirigent, Musikpädagoge und Musikschriftsteller, 1906–1925 Leiter des Erfurter Musikvereins, 1934–1935 städtischer Musikbeauftragter
- Ferdinand Sauerbruch (* 1875 in Barmen, heute Stadtteil von Wuppertal; † 1951 in Berlin), Chirurg (in Erfurt begann seine wissenschaftliche Karriere)
- Johannes Klass (* 1879 in Reutlingen; † 1936 in Erfurt), Architekt, Oberbaurat in Erfurt, entwarf viele öffentliche Bauten, aber auch Wohnsiedlungen
- Ludwig Boegl (* 1880 in Neumarkt/Oberpfalz; † 1952 in Erfurt), Stadtoberbaurat in Erfurt, unter dessen Ägide eine Vielzahl von Bauten der Stadt in den 1920er und 1930er Jahren entstand
- Adam Ritzhaupt (* 1882 in Ludwigshafen; † 1976 in Erfurt), Pfarrer der Barfüßergemeinde und Schriftsteller
- Alfred Jansa (* 1884 in Stanislau, Galizien, Österreich-Ungarn; † 1963 in Wien), Chef des Generalstabes des österreichischen Bundesheeres, wurde nach dem Anschluss Österreichs nach Erfurt verbannt und lebte dort bis 1946
- Marie Elise Kayser (* 1885 in Görlitz; † 1950 in Erfurt), Kinderärztin und Begründerin der Frauenmilchsammelstellen in Deutschland
- Margot Benary-Isbert (* 1889 in Saarbrücken; † 1979 in Santa Barbara/Kalifornien), Schriftstellerin, die von 1917 bis 1945 (mit Unterbrechungen) in Erfurt lebte
- Egbert Schwarz (* 1890 in Kemmern bei Riga; † 1966 in Erfurt), Professor für Chirurgie, Gründungsrektor der Medizinischen Akademie Erfurt (MAE) 1954–1959
- Selmar Bühling (* 1895 in Haferungen; † 1977 in Berlin/West), Rechtsanwalt in Erfurt, Landesgerichtsdirektor in Westberlin, Vorsitzender der Vereinigung Heimattreue Erfurter von 1960 bis 1977

### Geboren nach 1900
- Gerhard Gloege (* 1901 in Crossen an der Oder; † 1970 in Bonn), einer der bedeutendsten deutschen evangelischen Theologen des 20. Jahrhunderts und erster Nachkriegsprobst von Erfurt
- Heinz Heise (* 1902 in Hannover; † 1974 in Hannover), Verleger und Begründer des Heinz-Heise-Verlags; 1924–1938 in führenden Positionen bei der Mitteldeutschen Verlagsgesellschaft in Erfurt tätig
- Kurt Schröder (* 1902 in Duisburg; † 1979 in Erfurt), Professor für Hals-Nasen-Ohren-Heilkunde, Rektor der MAE 1963–1965
- Hermann Becker (* 1905 in Plauen/Vogtland; † 1981 in West-Berlin), LDP-Politiker in Erfurt und Thüringen ab 1945, 1948–1950 Haft in SBZ/DDR, dann Zwangsarbeit in Workuta bis 1955, Rehabilitierung 1993
- August Sundermann (* 1907 in Hochwiesen/Westfalen; † 1994 in Erfurt), Professor für Innere Medizin, Rektor der MAE 1965–1970
- Hugo Aufderbeck (* 1909 in Hellefeld; † 1981 in Erfurt), katholischer Theologe und Bischof in der DDR
- Otto Knöpfer (* 1911 in Arnstadt; † 1993 in Erfurt), Maler und Vorsitzender des Verbandes Bildender Künstler im Bezirk Erfurt
- Harry Güthert (* 1912 in Graz/Österreich; † 1989 in Erfurt), Professor für Pathologie, Rektor der MAE 1959–1963
- Johann Cilenšek (* 1913 in Großdubrau; † 1998 in Erfurt), Komponist und Musikpädagoge, 1945–1998 in Erfurt wohnhaft
- Fritz Deutschendorf (*  1914 in Stettin; † 1994 in Erfurt), Gebrauchsgrafiker
- Rosemarie Albrecht (* 1915 in Kobe/Japan; † 2008 in Jena), Chefärztin der HNO-Klinik der Städtischen Krankenanstalten, dann der Medizinischen Akademie Erfurt (1952–1957); hatte maßgeblichen Anteil am Bau der neuen HNO-Klinik ab 1955
- Helmut Patzer (* 1919 in Jena-Lichtenhein; † 2009 in Erfurt), Professor für Kinderheilkunde, Rektor der MAE 1970–1973
- Werner Usbeck (* 1920 in Steinbach-Hallenberg; † 2007 in Erfurt), Professor für Chirurgie, Rektor der MAE 1973–1985
- Günther Panzram (* 1923 in Artern; † 2014 in Erfurt), Internist, Diabetologe, Direktor der Medizinischen Poliklinik der Medizinischen Akademie Erfurt
- Fritz Markwardt (* 1924 in Magdeburg; † 2011 in Erfurt), Professor für Pharmakologie an der Medizinischen Akademie Erfurt
- Helmut Griese (* 1925 in Freist; † 2009 in Thal), Kunstschmied und Metallgestalter
- Otto Damm (* 1926 in Gräfenhainichen; † 1996 in Erfurt), Pressezeichner und Karikaturist
- Karl-Heinz Gramowski (* 1928; † 2008), Mediziner, Professor der Friedrich-Schiller-Universität
- Walter Künzel (* 1928 in Königgrätz/Tschechoslowakei; † 2021), Professor für präventive Zahnheilkunde, Rektor der MAE 1990–1993
- Siegfried Herrmann (* 1932 in Unterschönau; † 2017 in Erfurt), Leichtathlet, Olympiateilnehmer und Trainer
- Dietrich Taube (* 1932 in Walzen/Oberschlesien; † 2021), 1991 bis 2002 Generalintendant des Theaters Erfurt
- Rudolf Zießler (* 1934 in Rodewisch; † 2015 in Neudietendorf), Kunsthistoriker, Denkmalpfleger, Landeskonservator Thüringen 1991–1999
- Günter Vogel (* 1934 in Pößneck; † 2011 in Erfurt), Arzt und Professor an der Medizinischen Akademie Erfurt (Innere Medizin; Hämostaseologie)
- Karl-Hans Arndt (* 1935 in Wittenberg; † 2012 in Erfurt), Sportmediziner, Kreissportarzt in Erfurt, Amtsarzt in Erfurt, Professor
- Georg Sterzinsky (* 1936 in Warlack, Kreis Heilsberg, Ostpreußen; † 2011 in Berlin), Erzbischof von Berlin, studierte in Erfurt und war hier von 1981 bis 1989 Generalvikar im Bischöflichen Amt Erfurt-Meiningen
- Egon Zimpel (* 1943 in Burg; † 2022 in Erfurt), Maler und Grafiker
- Hans-Günter Hänsel (* 1944; † 2021 in Erfurt), Fußballfunktionär
- Christian Paschold (* 1949 in Gräfenthal; † 2021 in Erfurt-Tiefthal), lebte und wirkte in Erfurt-Tiefthal
- Roland Matthes (* 1950 in Pößneck; † 2019 in Wertheim), als Sportler des SC Turbine Erfurt bis heute der erfolgreichste Rückenschwimmer aller Zeiten
- Johanna Schaller, später Johanna Klier (* 1952 in Artern), Leichtathletin und Olympiasiegerin von SC Turbine Erfurt
- Harald Dörig (* 1953 in Frankfurt am Main), 2000 bis 2018 Richter am Bundesverwaltungsgericht, 2002 Vorsitzender des Fördervereins vom Gutenberg-Gymnasium
- Gerald Grusser (* 1956), Hauptgeschäftsführer der Industrie- und Handelskammer Erfurt, Honorarkonsul von Schweden
- Detlef Macha (* 1958 in Greiz; † 1994 in Coburg), Radrennfahrer und -trainer (SC Turbine Erfurt), fünfmaliger Weltmeister im Bahn-Radrennen
- Alexander Thumfart (* 1959 in Uffenheim; † 2022 in Erfurt), Kommunalpolitiker in Erfurt, und Politikwissenschaftler an der Universität in Erfurt
- Vicki Vomit (* 1963 in Trusetal), Musiker und Komiker
- Gunda Niemann-Stirnemann (* 1966 in Sondershausen), Eisschnellläuferin
- Thomas Linke (* 1969 in Sömmerda), Fußballspieler und -funktionär
- Marcus Urban (* 1971 in Weimar), Fußballspieler; spielte bei FC Rot-Weiß Erfurt
- Ronny Hebestreit (* 1975 in Gotha), Fußballspieler und -trainer
- Marek Erfurth (* 1976 in Gera), Politiker (AfD), Mitglied des Stadtrats von Erfurt
- Agnes Pfrang (* 1979 in Würzburg), Pädagogin und Hochschullehrerin
- Marco Engelhardt (* 1980 in Bad Langensalza), Fußballspieler
- Joon Wolfsberg (* 1992 in Köln), Musikerin, Singer-Songwriterin
- Theodor Bergmann (* 1996 in Bad Langensalza), Fußballspieler
- Ilia Gruev (* 2000 in Sofia), Fußballspieler